# アハブ
アハブは、ユダヤ人の男性名。ヘブライ語で「父の兄弟」という意味である。聖書には以下の2名が挙がっている。
1. イスラエル王国7代目の王。本項で詳述する。
2. コラヤの子アハブ。エレミヤに偽預言者と非難された。

アハブは、イスラエル王国の王（在位：紀元前869年 - 紀元前850年）。妻はイゼベル。息子に第8代のイスラエル王アハズヤと第9代の王ヨラム、娘にユダ王国の王ヨラムの妻となるアタルヤがいる。

## 考古学的な資料に基づく事績
旧約聖書では暴君や暗君が相次いで現れたかのように描写されている北王国（イスラエル王国）であるが、その典型例とされるアハブの、聖書外資料における事績は以下の通りである。
オムリの代から続いていた首都サマリヤの建設など、アハブは幾つかの町を建てた。
後に、アハブはシリアの王女イゼベルを妻に迎え同盟を強化した。イゼベルはシリアのバアル崇拝をイスラエルに導入した。これは近隣諸国の文化の移入であり、またイスラエルの宗教状況の国際化ともいえる。そして、シリア人やカナン人、フェニキア人との交流や同盟を通じて経済力と軍事力を増大させ、婚姻によりユダに影響力を行使し、ダマスコに並ぶ北パレスチナの地域大国としてイスラエルの地位を飛躍的に高めた。そのため、彼の治世下に於いて、イスラエルはシリアと同盟関係にある国々の中で重要な地位に立った。
アハブは、治世の終盤にダマスコなどの国々と同盟を結び、その上でアッシリアのシャルマネセル3世と戦った（カルカルの戦い）。カルカルの戦いでは当時イスラエルのライバルであったダマスコも含め、北パレスチナの諸王国が同盟を結び、当時の超大国アッシリア帝国の侵攻を防ぐために戦ったが、この戦いでアハブは同盟の主催者ダマスコに次ぐ規模の10000の兵士と、同盟軍中最大となる2000の戦車隊を参加させた。カルカルの戦いが終わって間もない紀元前852年、ダマスコとイスラエルの間で争いが生じ、アハブは戦死した。
このように聖書外資料の中では、アハブは父オムリの政策を引き継ぎ、イゼベルの助けも借りながら周辺諸国との交流や同盟を通じて国力を増大させ、ユダに影響力を及ぼし、ダマスコに匹敵するほどの大国にまでイスラエルの地位を向上させた有能な王としての記載が見られる。

## 旧約聖書に基づく事績
旧約聖書によると、第6代のイスラエル王オムリの子に生まれ、その死後に跡を継いだ。そして22年間王位にあったとされる。預言者エリヤが代表的な反対者として描かれ、終始エリヤとアハブ王家の敵対関係が言及される。また、アハブはシリアの王女イゼベルを妻に迎えた。イゼベルはシリアのバアル崇拝をイスラエルに導入した。結果、それ以前から存したヤハウェ信仰や金の仔牛信仰に加えた混合宗教がイスラエルに展開されたほか、のちにはアハブと婚姻関係を結んだユダ王国にも導入された。これを旧約聖書は偶像崇拝として非難し、さらにはヤハウェ信仰への弾圧と評した。このため、旧約聖書では「北王国の歴代の王の中でも類を見ないほどの暴君」として扱われた。

## 子孫
イゼベルとの間にアハズヤ、ヨラム、アタルヤの子がおり、息子であるアハズヤとヨラムはイスラエル王国の王となったが、2人とも子は無かった。娘のアタルヤはユダ王国の王ヨラムの妻となり、アハズヤ（アハブから見て外孫、ヨラムの死後、王となる）の母となり、アハズヤの死後、ユダ王族の殆どを粛清し、7年間女王として君臨したが、殺害された。

## 備考
小説『白鯨』のエイハブ船長のエイハブはアハブの英語読みである。アハブ王をモチーフにして、聖書のエピソードを用いている。